# エリック・スマンダ
エリック・スマンダ (Eric Szmanda, 1975年 - ) はアメリカ合衆国出身の俳優。『CSI:科学捜査班』のグレッグ・サンダース役で知られている。

## 経歴
ウィスコンシン州ミルウォーキー出身。1999年にテレビシリーズでデビュー。
2003年、マリリン・マンソンの"Saint"のPVにアーシア・アルジェントと出演している。

## 主な出演作品

### 映画
- ルールズ・オブ・アトラクション Rules of Attraction (2002) - NYU Film Student
- スノー・ワンダー/奇蹟の降る日 Snow Wonder (2005) - ルーク

### テレビシリーズ
- ザ・インターネット The Net (1998-1999) - ジェイコブ・レッシュ
- CSI:科学捜査班 CSI: Crime Scene Investigation (2000-2015) - グレッグ・サンダース